# Sasha Abramsky
Sasha Abramsky (Londres, 4 de abril de 1972) es un periodista y autor británico de origen judío radicado en Estados Unidos. Su trabajo ha aparecido en The Nation, The Atlantic Monthly, New York, The Village Voice y Rolling Stone. Es miembro principal del grupo de expertos liberal estadounidense Demos, y profesor en el Programa de Escritura de la Universidad de California en Davis.

## Biografía
Abramsky nació en Inglaterra en el seno de una familia judía y se crio en Londres, en lo que Debbie Arrington describió como "una familia consumada y estudiosa". Él es el hijo de Jack Abramsky, un matemático, y el nieto de Chimen Abramsky, un profesor de estudios judíos en el University College London, quien era a su vez el hijo de Yehezkel Abramsky, un destacado rabino ortodoxo. Recibió una licenciatura del Balliol College en política, filosofía y economía en 1993. Luego viajó a los Estados Unidos, donde obtuvo una maestría de la Escuela de Periodismo de la Universidad de Columbia. En 2000, recibió una beca de Crime and Communities Media Fellowship de la Open Society Foundations.

### Libros
- Hard Time Blues: How Politics Built a Prison Nation. Thomas Dunne Books / St. Martins Press, enero de 2002. ISBN 0312268114
- Conned: How Millions Went to Prison, Lost the Vote, And Helped Send George W. Bush to the White House. The New Press, abril de 2006. ISBN 978-1565849662
- American Furies: Crime, Punishment, and Vengeance in the Age of Mass Imprisonment. Beacon Press (MA), mayo de 2007. ISBN 978-0807042236
- Ill-equipped: U.S. Prisons and Offenders with Mental Illness. Human Rights Watch, junio de 2007. ISBN 978-1564322906
- Breadline USA: The Hidden Scandal of American Hunger and How to Fix It. Polipoint Press, junio de 2009. ISBN 978-0981709116
- Inside Obama's Brain. Portfolio, Diciembre 2009. ISBN 978-1591843023
- he American Way of Poverty: How the Other Half Still Lives. Nation Books, septiembre de 2013. ISBN 978-1568587264
- The House of Twenty Thousand Books, memorias de su abuelo, Chimen Abramsky. Londres: Halban, junio de 2014. ISBN 9781905559640
- Jumping at Shadows: The Triumph of Fear and the End of the American Dream, un estudio sobre el miedo irracional en los Estados Unidos. Nation Books, septiembre de 2017. ISBN 978-1568585192

## Premios
En 2000, Abramsky recibió el premio James Aronson por su artículo de Atlantic Monthly "When They Get Out". En 2016, sus memorias The House of Twenty Thousand Books, que describe la vida de sus abuelos Chimen y Miriam Abramsky, recibió una mención de honor para la Medalla Sophie Brody de ese año.

## Vida personal
Desde 2015, radica en Sacramento, California con su esposa Julie Sze, profesora de estudios estadounidenses en la Universidad de California, Davis. Ambos tienen un hijo e hija.